# Haaggasse (Tübingen)
Die Haaggasse ist eine Straße in der Altstadt von Tübingen.

## Lage

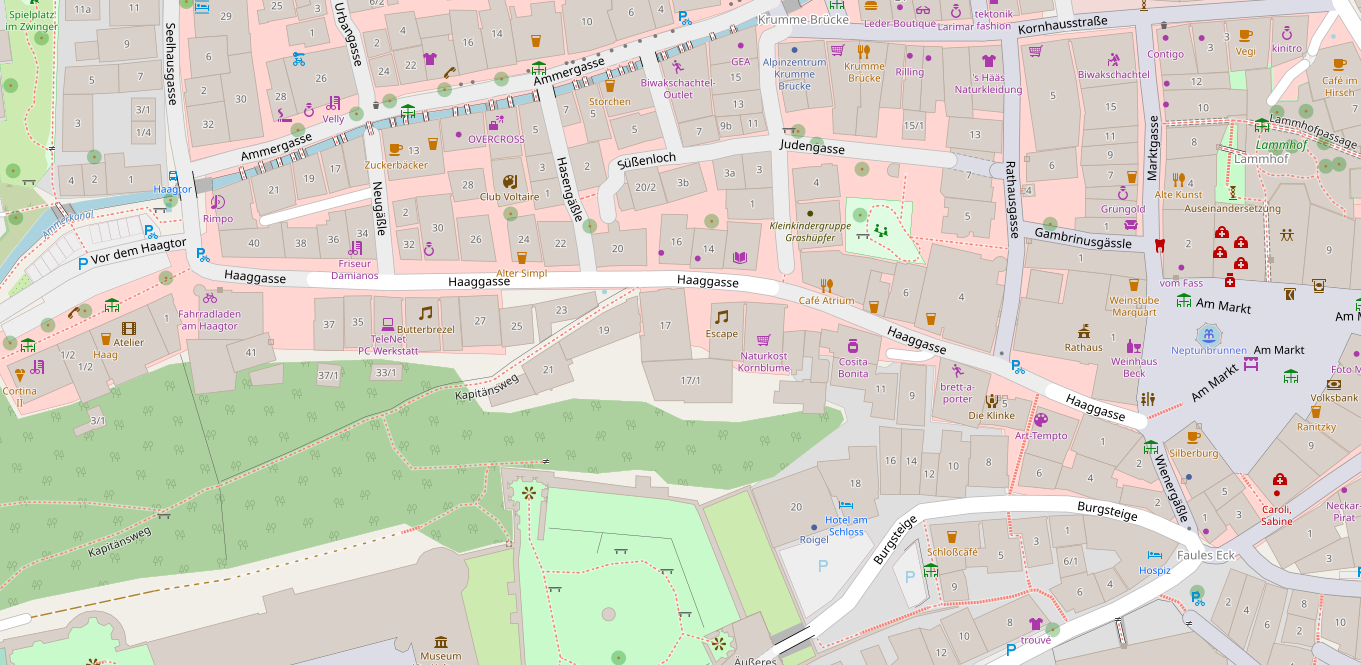
Die Haaggasse in Tübingen

Die Haaggasse führt vom Haagtor nach Osten bis zum oberen Ende des Marktplatzes. Sie ist von Kneipen und kleineren Läden gesäumt und wird an ihrem oberen östlichen Ende an der Nordseite vom Rathaus begrenzt.
Die etwa 250 m lange Verbindung zwischen Marktplatz und Haagtorplatz gehört zu den prominenten Tübinger Straßen. Sie ist die wichtigste Verbindung zwischen der Umgebung von Tübingen und dem Markt und wird an den Markttagen Montag, Mittwoch und Freitag auch entsprechend befahren. Sie ist seit 2016 im oberen Teil verkehrsberuhigt und ganz oben zwischen der Wendeplatte am Rathaus und dem Wiener Gäßle eine Fußgängerzone.

## Name
Der Name stammt von der schützenden Hecke (dem Haag) auf der Nordseite des Schlosshanges.

## Rübenmarkt

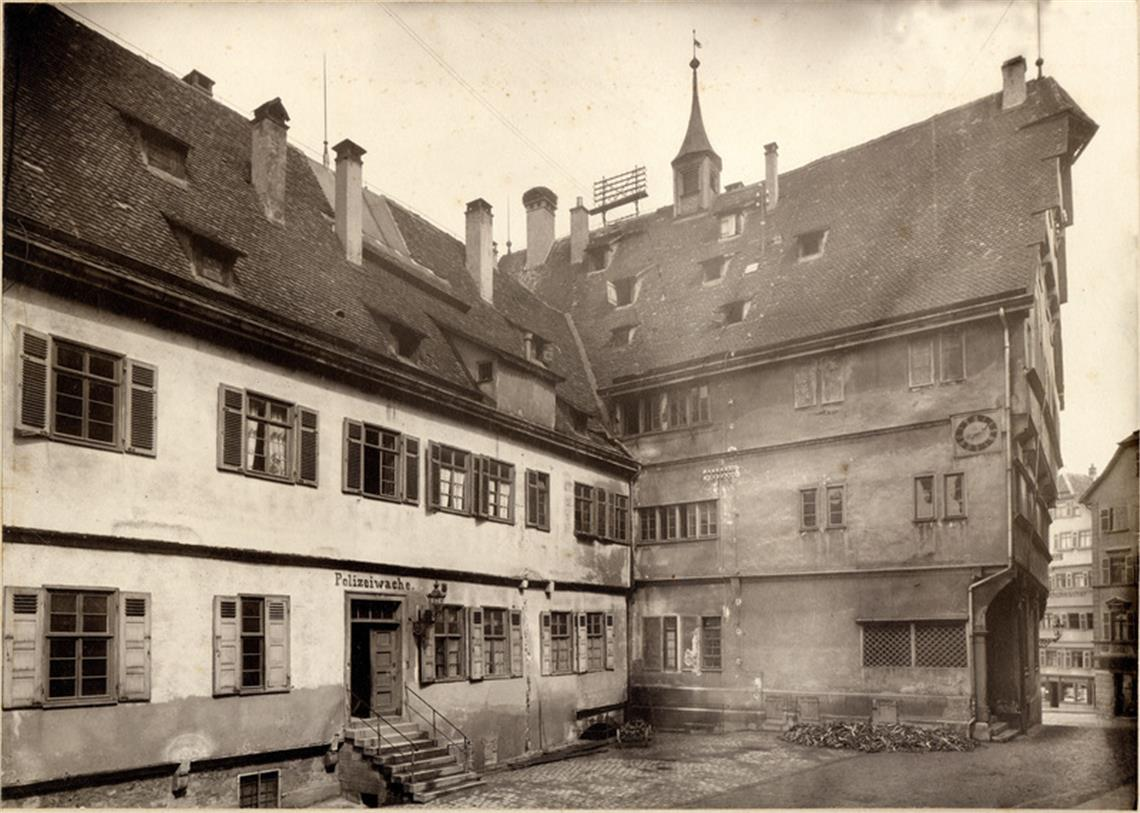
Polizeiwache am Rübenmarkt, 1907

„Rübenmarkt“ hieß früher der kleine Platz hinter dem Rathaus am oberen Ende der Haaggasse, wo heute die Wendeplatte ist. Er wurde bereits 1582 in der Abschrift einer Verfügung bezüglich des Baus und der Unterhaltung einer Dole am Rübenmarkt schriftlich erwähnt. Ursprünglich war der Rübenmarkt ein wichtiger Versammlungsort. Hier wurden zum Beispiel die Männer der ersten Wacht gemustert, bevor sie zum Löschen von Bränden oder zur Verteidigung der Stadtmauern ausrückten.
Der Baugrund hinter dem Rathaus gehörte ursprünglich dem Privatmann Dominicus Weygoldt, der ihn erst 1543 an die Stadt veräußerte, die kurz danach dort den Rathausanbau errichtete. Der neue Anbau wurde teils als Salzhaus, teils als Deutsche Schule genutzt. In einem Lagerbuch der geistlichen Verwaltung von 1604 heißt es, dass die Stadt Tübingen jährlich „ausser der Hofstat hinder dem Rathaus, darauf vor Jaren die Teütsche Schul gestanden, das Pfund Landtverbauung zinst.“
Der Rathausanbau wurde 1907 abgerissen und bis 1909 durch einen Neubau ersetzt. Anstelle eines ungeschickt altmodischen Entwurfs des Tübinger Stadtbaumeisters August Geilsdörfer wurden dafür die Pläne den renommierten Stuttgarter Architekten Paul Schmohl umgesetzt.

## Gebäude
| Bild | Nr.       | Gebäudeart                                                           | Status                  | Beschreibung |
| ---- | --------- | -------------------------------------------------------------------- | ----------------------- | --- |
|      | 1         | Wohnhaus mit Geschäft                                                | Kulturdenkmal           | Vor 1481 war der Goldschmied Heinrich Wydenbain Eigentümer, später bis 1493 der Untervogt Johann Heller. |
|      | Früher 2  | Ehemaliger Wohnhauskomplex, heute Verwaltungsgebäude mit Stadtarchiv | Kulturdenkmal           | Das heute als Rathausgasse 1 bekannte, prächtig ausgestattete Gebäude mit Malereien des 16. Jahrhunderts gehörte Anfang des 16. Jahrhunderts der Familie Breuning. Seine Bausubstanz gehört zur ältesten in Tübingen erhaltenen. Hier wohnte vermutlich der Tübinger Vogt Konrad Breuning. Ein Wappenstein seiner Familie befindet sich unterhalb des gläsernen Übergangs zum Rathaus. Der südliche Gebäudeteil wurde laut Dendrochronologie 1415 errichtet, der nördliche 1436. Die beiden Gebäude wurden nach 1525 baulich zusammengefasst und 1566 mit einer Gefachmalerei im Nordosten neu ausgestaltet. Ab 1877 wurde das Haus auch als Gaststätte genutzt und ab 1983 als Verwaltungsgebäude mit Übergang zum Rathaus. |
|      | 3         | Wohnhaus mit Geschäft, ehem. Stadtschreiberei und Gaststätte         | Kulturdenkmal           | 1470 zum ersten Mal schriftlich erwähnt. Seit 1656/57 war das Haus im Besitz der Stadt. Darin war bis 1826 die Stadt- und Amtsschreiberei untergebracht. Ab 1837 betrieb der Bierwirt Laub hier die Gaststätte „Laubei“. |
|      | 4         | Gaststätte „Ratskeller“ und Verwaltungsgebäude (Rathauserweiterung)  | Kulturdenkmal           | Die ältesten Balkenreste stammen aus dem Jahr 1359. Das Grundstück und das Nachbargrundstück in der Rathausgasse 1 gehörten 1525 der ehrbaren Familie Breuning. |
|      | 5         | Wohnhaus mit Geschäft                                                | Kulturdenkmal           | Das Haus wird 1491 zum ersten Mal schriftlich erwähnt, als es der Gräflich Württembergischer Rat und Professor des Kirchenrechts Martin Prenninger (* um 1450 in Erding; † 1501 in Tübingen) erwarb. Er hat es, nachdem er bereits ein halbes Jahr in Tübingen gelebt hatte, am 28. Mai 1491 für 350 rheinische Gulden von Conrad Muser erworben. Es gehörte der Familie Prenninger bis 1505 und wurde dann von Conrad Raid aus Pfäffingen erworben. 1536–1633 gehörte es der Tübinger Familie Cammerer. |
|      | 7         | Wohnhaus mit Geschäft, ehemaliges Gasthaus                           | Kulturdenkmal           | Seit Anfang des 17. Jahrhunderts war dort bis 1739 die Herberge „Zur Krone“, ein traditionsreiches Tübinger Gasthaus. |
|      | 8         | Ehemalige Bäckerei, heute Gastwirtschaft „Mayerhöfle“                | Kulturdenkmal           | Das ansehnliche Handwerkerhaus, das bis heute gut erhalten ist, wurde 1535 erstmals urkundlich erwähnt und war mindestens seit 1540 für mehr als 450 Jahre seit ununterbrochen im Besitz von Bäckern, die dort teilweise auch eine Schankwirtschaft betrieben. Seit 1891 als „Mayerhöfle“ im Besitz der Familie Mayer. Das denkmalgeschützte Fachwerkhaus mit 99 m² Wohnfläche und 81 m² Nutzfläche wurde 2014 von der Bauherrin Inge Schettler saniert. Die drei Obergeschosse wurden für eine studentische Wohngemeinschaft zeitgemäß und mit maßgefertigten Einbaumöbeln umgebaut, um trotz des engen Treppenhauses einen einfachen Mieterwechsel zu gewährleisten. Die Gaststube und die Nebenzimmer im Erdgeschoss wurden so weit wie möglich im Originalzustand belassen. Vor die historischen Butzenglasfenster der Gaststube wurden als Wärme- und Vandalismusschutz Vorfenster mit feinen Stahlrahmen gesetzt, die sich aufgrund der Altstadtsatzung wie Fensterläden öffnen lassen. |
|      | 9         | Wohnhaus mit Geschäfteinbau                                          | Kulturdenkmal           | Auf dem 1525 nachweislich noch nicht bebauten Grundstück wurde das Haus Mitte des 16. Jahrhunderts errichtet und 1564 zum ersten Mal als „Hans Dottingers neues Haus“ schriftlich erwähnt. Die Bauhöhe des freistehenden Gebäudes hängt von dem stark ansteigenden Gelände ab. 2016/2017 wurden dort vier komplett sanierte Eigentumswohnungen erstellt. |
|      | 10        | Wohnhaus mit Wirtschaft                                              | Erhaltenswertes Gebäude | Wohl kurz vor 1819 erbaut. |
|      | 11        | Wohnhaus                                                             | Kulturdenkmal           | In der zweiten Hälfte des 15. Jahrhunderts als giebelständiges Haus erbaut und nachträglich aufgestockt. 1792 wurde die Scheune modernisiert und als Wohnhaus umgebaut. |
|      | 12        | Wohnhaus mit Geschäft                                                | Erhaltenswertes Gebäude | Die Türe des Geschäfts wurde wohl um 1800 hergestellt. Das kleine Fenster im Südgiebel hat eine Verglasung aus dem 19. Jahrhundert. |
|      | 13        | Wohnhaus mit Geschäft                                                | Kulturdenkmal           | Das Haus gehörte 1604–1636 dem Universitätsprofessor und mehrfachen Rektor Christoph Besold. |
|      | 14        | Wohn- und Geschäftshaus                                              | Kulturdenkmal           | Im 18. und 19. Jahrhundert war hier eine Bäckerei. |
|      | 15        | Wohnhaus mit Geschäft                                                | Kulturdenkmal           | 1809–1817 und 1821–1824 wohnte hier der Dichter Wilhelm Hauff. Später betrieb Herr Schott dort die Gaststätte „Schottei“. Ferner konstituierte sich hier die Studentenverbindung Landsmannschaft Schottland. |
|      | 15/2      | Vorderer Hausteil und Keller einer abgebrannten Scheune              | Kulturdenkmal           | Das Haus wurde Anfang des 16. Jh. vom Besitzer der Haaggasse 17 als eigenständiges Vorrats- und Stallgebäude errichtet. Unter dem Haus befindet sich der „Jazzkeller“ mit einem aufwändigen Tonnengewölbe. |
|      | 16        | Keller unter Neubau                                                  | Kulturdenkmal           | Unter dem 1909 errichteten Gebäude ist ein großer Weinkeller erhalten, der ursprünglich zum Nachbargebäude in der Haaggasse 20 gehörte und im Gewölbescheitel mit der Jahreszahl „1603“ beschriftet ist. |
|      | 17        | Wohnhaus mit Geschäfteinbau                                          | Kulturdenkmal           | Das Haus hat einen spätmittelalterlichen, geräumigen Keller mit einem ordentlich aus Handquadern gemauertem Tonnengewölbe. |
|      | 19        | Bürgerhaus                                                           | Kulturdenkmal           | Im Untergeschoss hat das Haus ein Rundbogenportal und ein Steingewändefenster. Der Erker stammt aus dem Jahr 1788. Das Haus hat einen kathedralartigen Keller mit einer in den Schlossberg führenden Steingewandung. Hier lebte Regina Burckhardt-Bardili (1599–1669), die unter dem ehrenden Beinamen „Schwäbische Geistesmutter“ bekannt ist, da die schwäbischen Dichter Ludwig Uhland, Wilhelm Hauff und Friedrich Hölderlin sowie der Philosoph Friedrich Schelling und die Schriftstellerin Ottilie Wildermuth von ihr abstammen. Später gehörte es der „Studentenmutter“ Rosa Klett, die es 1999 der Stadt unter der Auflage vererbte, dass sie es sechs Jahre lang nicht verkaufen durfte. 2009 wurde es an die städtische Wohnungsgesellschaft GWG abgegeben, von der es 2012 eine Bauherrengemeinschaft von Ernst Gumrich und fünf weiteren Privatleuten in heruntergekommenen Zustand für 465 000 Euro erwarb und bis Ende 2013 mit einem Budget von weiteren 1,8 Millionen Euro von Grund auf sanierte, um auf einer Wohnfläche von 560 Quadratmetern sieben über einen Aufzug barrierefrei erreichbare Eigentumswohnungen entstehen zu lassen. |
|      | 20        | Wohnhaus                                                             | Kulturdenkmal           | Das Haus wurde vor 1500 gebaut und 1630 vergrößert und umgebaut. |
|      | 20/2      | Ehem. Scheune und Lager zu Haaggasse 20, heute Wohnhaus              | Erhaltenswertes Gebäude | Das Rundbogenportal ist mit der Jahreszahl „1761“ beschriftet. Der Hauptzugang ist über einen von der Haaggasse aus zugänglichen Hof. |
|      | 21        | Wohnhaus                                                             | Kulturdenkmal           | Die Häuser in der Haaggasse 19 und 21 gehörten Ende des 16. Jahrhunderts dem Tübinger Universitätsprofessor Georg Burkhardt (gest. 1607), der einzelne Zimmer an Studenten vermietete und dort auch Vorlesungen hielt. |
|      | 22        | Handwerkerhaus                                                       | Kulturdenkmal           | Seit 1573 sind die Besitzer bekannt, meist waren es einfache Handwerker wie Kupferschmiede, Rotgerber und Stricker. Da auf diesem Haus keine Belastungen lagen, ist es erst für die Zeit ab 1573 möglich, Besitzer zu benennen. Damals wohnte hier Jerg Zeyher, seit 2003 ist das Haus im Besitz der Weinbauern-Familie Brenner, die dort ihren „Altstadt-Besen“ betreibt. |
|      | 23        | Wohnhaus mit Geschäfteinbau und ehem. Backstube                      | Kulturdenkmal           | Der Metzgermeister Gottlieb Friedrich Kurz (1855–1934), genannt der „Kapitän“, ein Tübinger Original, nach dem der Kapitänsweg benannt ist, lebte hier ab 1899. |
|      | bei 23    | Brunnen                                                              | Kulturdenkmal           | Der sogenannte „Herzbrunnen“ ist ein kleiner Laufbrunnen mit einem Sandsteintrog vor einem verzierten gusseisernen Brunnenstock aus dem 19. Jahrhundert. |
|      | 24        | Wohnhaus, heute mit Gaststätte „Alter Simpl“                         |                         | Die Herkunft des Namens der Kneipe ist ungewiss, hat aber vermutlich entweder (wie in „Du Simpel!“) etwas mit einer einfältigen Person, dem Abentheuerlichen Simplicissimus Teutsch oder mit der satirischen Wochenzeitschrift Simplicissimus zu tun. |
|      | 25        | Wohnhaus                                                             | Erhaltenswertes Gebäude | Ursprünglich von Handwerkern und Kleinbauern bewohnt. |
|      | 26        | Wohnhaus mit Geschäfteinbau                                          | Kulturdenkmal           | Das Haus wurde um 1722 nach einem Brand durch einen Pferde- oder Ochsenfuhrwerk-Kutscher errichtet. |
|      | 26b       | Wohnhaus, heute „Club Voltaire“                                      | Kulturdenkmal           | Das um 1494/95 in Fachwerkbauweise mit Lehmflechtwerkausfachungen ausgeführte Haus zeugt mit verblatteten und verzapften Holzverbindungen von der konstruktiven Umbruchszeit im Fachwerkbauwesen zwischen 1490 und 1525. Bei der Sanierung wurden überraschenderweise schöne Ausmalungen entdeckt. |
|      | 27        | Wohnhaus mit Geschäfteinbau                                          | Kulturdenkmal           | Das Haus wurde 1527 von Claus Fritzinger errichtet, der 1522/23 Richter war. Seit dem 17. Jh. wohnten hier vor allem Handwerker. Als es 2012 in stark renovierungsbedürftigem Zustand saniert werden sollte, mussten langjährige Mieter ausziehen, ohne zu wissen wohin. |
|      | 29        | Wohnhaus mit Geschäfteinbau                                          | Kulturdenkmal           | Im 17. und 18. Jahrhundert lebten hier Handwerker verschiedener Berufszweige, insbesondere Hutmacher. |
|      | 30        | Wohnhaus mit Geschäfteinbau                                          | Kulturdenkmal           | 1772 nach dem Stadtbrand von 1771 bis hinunter in das EG vollständig in Fachwerk neu errichtet und 1781 nach Norden hin vergrößert. |
|      | 31        | Wohnhaus, heute mit Gaststätte „Bierbrezel“                          | Kulturdenkmal           | Eine der Straße zugewandte Konsole wurde vermutlich bei einem Umbau die Jahreszahl „1555“ beschriftet. |
|      | 32        | Wohnhaus mit Geschäft                                                | Kulturdenkmal           | Das Haus wurde 1772 nach dem Stadtbrand neu errichtet. |
|      | 33        | Wohnhaus mit Geschäfteinbau                                          | Kulturdenkmal           | Der Kern stammt aus dem 16. Jahrhundert, wurde aber um 1700 umgebaut. Lotteranlage am Nordgiebel, die laut Tübinger Stadtbildsatzung bei baulichen Vorhaben mit den zugehörigen Fassadenöffnungen und Klappläden zu erhalten und instand zu setzen ist, sofern das Vorhaben den Bereich umfasst, in dem sich die Lotteranlage befindet. Die Erhaltung der Lotteranlagen bedeutet nicht unbedingt die Beibehaltung ihrer Funktionstüchtigkeit. Der Ausbau und die Nutzung des dahinterliegenden Raumes ist zumindest in anderen Stadtteilen Tübingens durchaus möglich. |
|      | 34        | Wohnhaus mit Geschäft                                                | Erhaltenswertes Gebäude | Das Haus wurde 1772 nach dem Stadtbrand neu errichtet. Gustav Nufer, ein „gewesener Zimmermann“, betrieb dort seit 1919 das Gasthaus „Haagtor“, bevor er die „Lenzei“ erwarb, für die er die Konzession bekam, weil er „urkundlich auf die Schankerlaubnis in der Haaggasse verzichtet(e)“. |
|      | 36        | Studierenden-Wohnheim                                                |                         | Das Studierenden-Wohnheim wurde 2017 vom Studierendenwerk Tübingen-Hohenheim umfassend saniert. Die 12 möblierten Einzelzimmer in 6er Wohngemeinschaften kosten monatlich jeweils 231–404 € Miete. |
|      | 37        | Wohnhaus                                                             | Kulturdenkmal           | Das Haus wurde um 1600 erbaut. Die Stube im Erdgeschoss ist eine Bohlenstube, im oberen Geschoss in der Stube teilweise Lambris. Georg Steinhilber (* 1893; † 1952) gründete dort 1925 eine Flaschnerei. |
|      | 38        | Wohnhaus, ehem. Ackerbürgerhaus                                      | Kulturdenkmal           | Das Haus wurde 1772 nach dem Stadtbrand vom Bäcker Simon Christoph Keck errichtet. |
|      | Früher 39 | Wohnhaus                                                             | Abgerissen              | Das 1966 abgerissene Wohnhaus mit einem gewölbten Keller im Sockelgeschoss, war wegen seiner pittoresken Gestalt und Umgebung ein beliebtes Motiv für Gemälde und Fotografien. Die verschachtelte Anordnung der Gebäudeteile, der schmale Fachwerkgiebel zur Straße hin, der krumme Treppenaufgang und darüber im Hintergrund der Nordostturm des Schlosses bildeten einen typischen romantischen „Malerwinkel“. Der sehr steile Giebel wurde im 15. Jahrhundert mit übertünchtem verblatteten Fachwerk errichtet. Das Haus wurde später mit zwei rückwärtigen, gestaffelten Giebeln erweitert. Zur Unterstützung der starken Auskragung des Obergeschosses wurde später ein „Bock“ untergestellt, vermutlich als die leichten gestakten Riegelfelder durch Steine und Ziegel ersetzt wurden. |
|      | 41        | Wohngebäude mit Werkstatt im ehemaligen Pferdestall                  |                         | Der Flaschner Georg Steinhilber aus der Haaggasse 37 erwarb das Gebäude und baute in den Pferdestall eine für damalige Verhältnisse mit 60 m² großzügige Werkstatt ein. |